# Библиотека провинции Хэйлунцзян
Библиотека провинции Хэйлунцзян (кит. трад. 黑龙江省图书馆) — крупнейшая библиотека в провинции Хэйлунцзян, а также крупная провинциальная библиотека Китая. В ней хранится важная научная, культурная и художественная литература, относящаяся к Северо-Восточному Китаю, а также другие национальные исторические документы, такие как древние китайские и иностранные публикации. По состоянию на конец 2008 г. в библиотеке провинции Хэйлунцзян собрано более 2,8 млн томов различных документов, более 5000 видов газет и периодических изданий, 6602 редких книги, 33778 электронных документов. Введение в библиотеку провинции Хэйлунцзян Библиотека провинции Хэйлунцзян [ 13 мая 2016 г. ]

## История
В 1907 году Хэйлунцзянский цзянцзюнь основал Хэйлунцзянскую библиотеку в Цицикаре, где размещалась его ставка.

В первой половине XX века административное деление китайского Северо-Востока менялось много раз, и лишь в 1954 году была создана современная провинция Хэйлунцзян с административным центром в Харбине. Старая «Хэйлунцзянская библиотека» была переименована в «Цицикарскую библиотеку», а в Харбине провинциальные власти в 1957 году решили создать новую Хэйлунцзянскую библиотеку, которая открылась в 1962 году.
В 2003 году библиотека переехала в недавно построенное современное здание, расположенное к востоку от Харбинской телебашни («Башни дракона») в районе Наньган.